# Somebody (singel Sary James)
Somebody – singel polskiej piosenkarki Sary James, wydany 25 września 2021 nakładem wytwórni Universal Music Polska. Piosenka reprezentowała Polskę w 19. Konkursie Piosenki Eurowizji Junior w Paryżu. 19 grudnia zajęła drugie miejsce w finale zdobywając, 218 punktów w głosowaniu jurorów i internautów.
Tekst piosenki jest dwujęzyczny: języki zmieniają się naprzemiennie w kolejnych częściach utworu.
Do piosenki został zrealizowany oficjalny teledysk, który został opublikowany premierowo 7 października 2021 na kanale „Junior Eurovision Song Contest” w serwisie YouTube.
W sierpniu 2024 nagranie uzyskało certyfikat podwójnie platynowej płyty.

## Notowania

### Pozycje na listach airplay
| Kraj   | Lista (2021–22)   | Najwyższa pozycja |
| ------ | ----------------- | ----------------- |
| Polska | AirPlay – Top     | 1                 |
| Polska | AirPlay – Nowości | 1                 |
| Polska | AirPlay – TV      | 3                 |